# 新洛迪納
50°1′51″N 24°23′31″E / 50.03083°N 24.39194°E
新洛迪納（羅馬化：Nova Lodyna）是烏克蘭西部的村莊，隸屬利維夫州的利維夫區。該村始建於1839年，面積4.71平方公里，海拔高度222米，2001年人口81，人口密度每平方公里17.2人。